# Campeonato Sudamericano Sub-20 de 2001
El XX Campeonato Sudamericano Sub-20 "Juventud de América" se realizó en Ecuador entre el 12 de enero y el 4 de febrero de 2001. El certamen otorgó 4 plazas para la Copa Mundial de Fútbol Sub-20 de 2001, que se jugó a partir del 17 de junio en Argentina. Por ser el organizador, Argentina clasificó directamente al mundial, por lo que si clasificaba dentro de los mejores 4 seleccionados en el Sudamericano, la plaza vacante sería ocupada por el equipo que ocupara el quinto puesto. Las sedes del torneo fueron Latacunga, Ambato, Riobamba, Cuenca, Portoviejo, Machala y Guayaquil. La ciudad de Quito descartó albergar la competición debido al descenso de Liga de Quito a la Serie B de Ecuador.

## Participantes
Participaron en el torneo los equipos representativos de las 10 asociaciones nacionales afiliadas a la Confederación Sudamericana de Fútbol:
| Equipos participantes | Equipos participantes | Equipos participantes | Equipos participantes | Equipos participantes |
| --------------------- | --------------------- | --------------------- | --------------------- | --------------------- |
| Argentina             | Bolivia               | Brasil                | Chile                 | Colombia              |
| Ecuador               | Paraguay              | Perú                  | Uruguay               | Venezuela             |

## Fechas y resultados
- Los horarios corresponden a la hora de Ecuador.

### Primera fase
Los 10 equipos participantes en la primera fase se dividieron en dos grupos de cinco equipos cada uno. Luego de una liguilla simple (a una sola rueda de partidos), pasaron a segunda ronda los equipos que ocuparon las posiciones primera, segunda y tercera de cada grupo.
En caso de empate en puntos en cualquiera de las posiciones, la clasificación se determina siguiendo en orden los siguientes criterios:
- Diferencia de goles.
- Cantidad de goles marcados.
- El resultado del partido jugado entre los empatados.
- Por sorteo.

#### Grupo A
| Equipo    | Pts. | PJ | PG | PE | PP | GF | GC | Dif |
| --------- | ---- | -- | -- | -- | -- | -- | -- | --- |
| Paraguay  | 8    | 4  | 2  | 2  | 0  | 6  | 3  | +3  |
| Brasil    | 7    | 4  | 2  | 1  | 1  | 6  | 3  | +3  |
| Ecuador   | 5    | 4  | 1  | 2  | 1  | 3  | 2  | +1  |
| Perú      | 4    | 4  | 1  | 1  | 2  | 5  | 9  | -4  |
| Venezuela | 2    | 4  | 0  | 2  | 2  | 4  | 7  | -3  |

| 12 de enero de 2001, 15:00 | Brasil | 4:1 | Perú |  |  |

| 13 de enero de 2001, 19:00 | Ecuador | 0:0 | Venezuela |  |  |

| 15 de enero de 2001, 18:30 | Paraguay | 1:0 | Brasil |  |  |

| 15 de enero de 2001, 20:40 | Perú | 0:2 | Ecuador |  |  |

| 17 de enero de 2001, 18:00 | Venezuela | 2:3 | Perú |  |  |

| 17 de enero de 2001, 20:10 | Ecuador | 1:1 | Paraguay |  |  |

| 19 de enero de 2001, 18:00 | Perú | 1:1 | Paraguay |  |  |

| 19 de enero de 2001, 20:10 | Brasil | 1:1 | Venezuela |  |  |

| 21 de enero de 2001, 10:00 | Venezuela | 1:3 | Paraguay |  |  |

| 21 de enero de 2001, 12:10 | Ecuador | 0:1 | Brasil |  |  |

#### Grupo B
| Equipo    | Pts. | PJ | PG | PE | PP | GF | GC | Dif |
| --------- | ---- | -- | -- | -- | -- | -- | -- | --- |
| Argentina | 10   | 4  | 3  | 1  | 0  | 8  | 2  | +6  |
| Chile     | 6    | 4  | 2  | 0  | 2  | 6  | 5  | +1  |
| Colombia  | 6    | 4  | 2  | 0  | 2  | 4  | 6  | -2  |
| Uruguay   | 4    | 4  | 1  | 1  | 2  | 4  | 6  | -2  |
| Bolivia   | 3    | 4  | 1  | 0  | 3  | 4  | 7  | -3  |

| 14 de enero de 2001, 10:00 | Uruguay | 0:1 | Colombia |  |  |

| 14 de enero de 2001, 13:10 | Argentina                                  | 2:0     | Bolivia |  |  |
|                            | Alejandro Domínguez 49' · Diego Rivero 77' | Reporte |         |  |  |

| 16 de enero de 2001, 18:00 | Colombia             | 1:4 (1:3) | Argentina                                                                          |  |  |
|                            | Jhonnier Montaño 16' | Reporte   | Matías Lequi 12' · Cristian Giménez 33' · Julio Arca 38' · Alejandro Domínguez 49' |  |  |

| 16 de enero de 2001, 20:10 | Chile | 1:2 | Uruguay |  |  |

| 18 de enero de 2001, 18:00 | Bolivia | 0:1 | Colombia |  |  |

| 18 de enero de 2001, 20:10 | Argentina      | 1:0 (1:0) | Chile |  |  |
|                            | Julio Arca 36' | Reporte   |       |  |  |

| 20 de enero de 2001, 17:00 | Chile | 2:1 | Colombia |  |  |

| 20 de enero de 2001, 19:10 | Uruguay | 1:3 | Bolivia |  |  |

| 22 de enero de 2001, 18:00 | Chile | 3:1 | Bolivia |  |  |

| 22 de enero de 2001, 20:10 | Argentina               | 1:1 (0:1) | Uruguay             |  |  |
|                            | Alejandro Domínguez 60' | Reporte   | Pablo Lima 32' (TL) |  |  |

## Fase final
| Equipo    | Pts. | PJ | PG | PE | PP | GF | GC | Dif |
| --------- | ---- | -- | -- | -- | -- | -- | -- | --- |
| Brasil    | 13   | 5  | 4  | 1  | 0  | 15 | 3  | +12 |
| Argentina | 8    | 5  | 2  | 2  | 1  | 5  | 4  | +1  |
| Paraguay  | 6    | 5  | 1  | 3  | 1  | 7  | 6  | +1  |
| Chile     | 5    | 5  | 1  | 2  | 2  | 5  | 12 | -7  |
| Ecuador   | 4    | 5  | 1  | 1  | 3  | 4  | 7  | -3  |
| Colombia  | 4    | 5  | 1  | 1  | 3  | 4  | 8  | -4  |

|  | Clasificado para el Mundial Sub-20 2001                                     |
|  | Argentina clasificado automáticamente al Mundial Sub-20 2001 como país sede |

| 24 de enero de 2001, 16:00 | Brasil | 6:0 | Chile |  |  |

| 24 de enero de 2001, 18:10 | Ecuador | 0:1 (0:1) | Argentina            |  |  |
|                            |         | Reporte   | Nicolás Burdisso 21' |  |  |

| 24 de enero de 2001, 20:20 | Paraguay | 3:1 | Colombia |  |  |

| 26 de enero de 2001, 16:00 | Brasil | 4:2 | Colombia |  |  |

| 26 de enero de 2001, 18:10 | Argentina                             | 2:2 (0:2) | Chile                                     |  |  |
|                            | Mauro Rosales 66' · Mario Berríos 75' | Reporte   | Hugo Droguett 13' · Jaime Valdés 45' (TL) |  |  |

| 26 de enero de 2001, 20:30 | Paraguay | 1:1 | Ecuador |  |  |

| 28 de enero de 2001, 15:00 | Paraguay | 1:2 | Chile |  |  |

| 28 de enero de 2001, 17:10 | Brasil       | 1:0 (1:0) | Argentina |  |  |
|                            | Ewerthon 39' | Reporte   |           |  |  |

| 28 de enero de 2001, 19:20 | Ecuador | 0:1 | Colombia |  |  |

| 31 de enero de 2001, 15:45 | Brasil | 1:1 | Paraguay |  |  |

| 31 de enero de 2001, 18:00 | Argentina               | 1:0 (1:0) | Colombia |  |  |
|                            | Alejandro Domínguez 32' | Reporte   |          |  |  |

| 31 de enero de 2001, 20:15 | Chile | 1:3 | Ecuador |  |  |

| 4 de febrero de 2001, 10:00 | Argentina               | 1:1 (0:1) | Paraguay           |                             |                             |
|                             | Alejandro Domínguez 84' | Reporte   | Julio González 30' | Árbitro(s): Jorge Larrionda | Árbitro(s): Jorge Larrionda |

| 4 de febrero de 2001, 17:00 | Brasil | 3:0 | Ecuador |  |  |

| 4 de febrero de 2001, 20:10 | Colombia | 0:0 | Chile |  |  |

## Campeón
| Brasil    |
| Brasil    |
| 8º título |

## Clasificados alMundial Sub-20 Argentina 2001
| Argentina Anfitrión | Brasil | Paraguay | Chile | Ecuador |
| ------------------- | ------ | -------- | ----- | ------- |

## Cobertura mediática

### Televisión
En América Latina se transmitieron por PSN y PSN 2 con todos los partidos en vivo y en forma exclusiva al igual que la versión local en Brasil de dicho canal deportivo. 
Las Cadenas de TV Abierta de Argentina, Uruguay, Paraguay y Brasil lo transmitieron en diferido, es decir con una, dos o tres horas de atraso.
En su país de origen, Ecuador se transmitieron por los siguientes canales: 
- TV abierta: Gamavisión, Teleamazonas, Telesistema, Ecuavisa, TC Televisión, ETV Telerama y SiTV.
- TV por cable: TV Cable Ecuador.
- TV por satélite: DirecTV (partidos en diferido y en vivo).

#### Otros Países
- Argentina: TyC Sports
- Paraguay: SNT Cerro Corá
- Brasil: SporTV
- Colombia: Caracol Televisión y RCN Televisión